# هربرت موريس تيلدن
هربرت موريس تيلدن (بالإنجليزية: Herbert Morris Tilden)‏ هو لاعب كرة مضرب أمريكي، ولد في 2 نوفمبر 1885، وتوفي في 22 سبتمبر 1915.